# Список дипломатичних місій в Ірландії

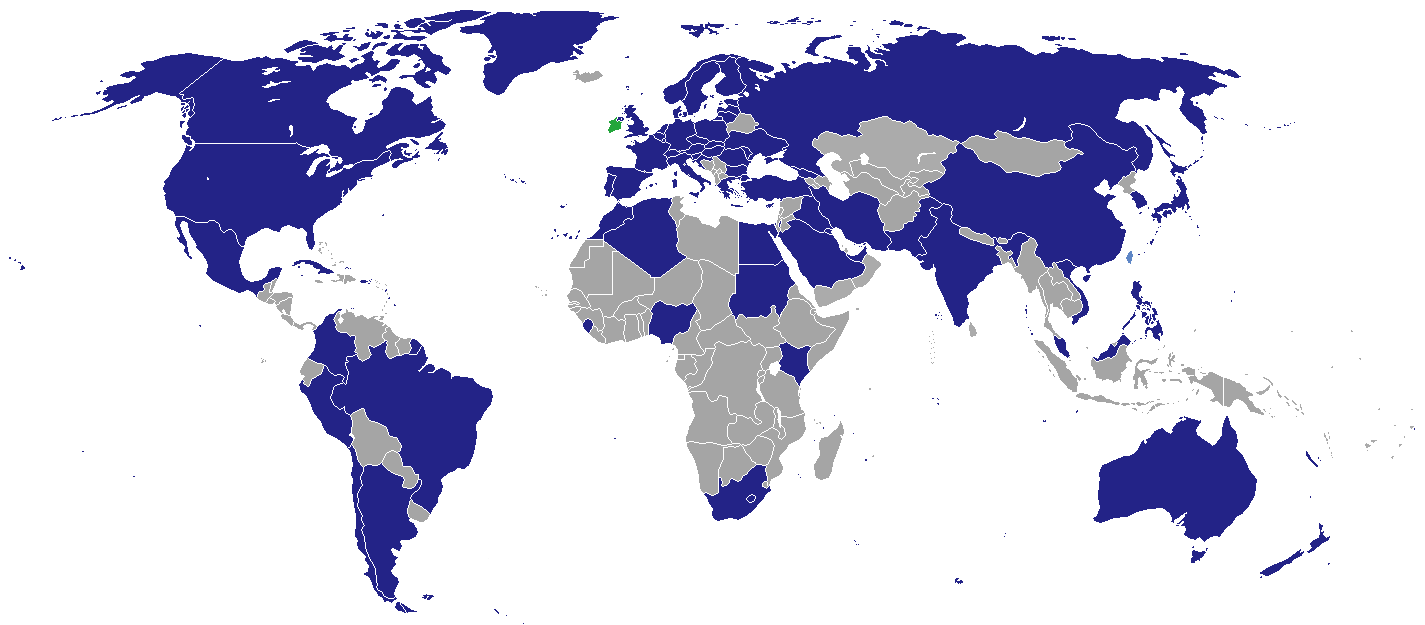
Країни, які мають посольство в Ірландії.

Нижче наведено список дипломатичних місій в Ірландії. Наразі в столиці Ірландії Дубліні діють 57 посольств і два представництва держав. В Ірландії немає жодного консульства.

## Посольства
Всі посольства, наявні в країні, знаходяться в Дубліні:
- Австралія
- Австрія
- Аргентина
- Бельгія
- Болгарія
- Бразилія
- Ватикан
- Велика Британія
- Греція
- Грузія
- Данія
- Естонія
- Ефіопія
- Єгипет
- Ізраїль
- Індія
- Іран
- Іспанія
- Італія
- Канада
- Кенія
- Кіпр
- КНР
- Куба
- Латвія
- Лесото
- Литва
- Малайзія
- Мальта
- Марокко
- Мексика
- Нігерія
- Нідерланди
- Німеччина
- Норвегія
- ОАЕ
- Пакистан
- ПАР
- Перу
- Південна Корея
- Польща
- Португалія
- Росія
- Румунія
- Саудівська Аравія
- Словаччина
- США
- Туреччина
- Угорщина
- Україна
- Фінляндія
- Франція
- Хорватія
- Чехія
- Чилі
- Швейцарія
- Японія

## Представництва
- Палестина
- Тайвань

## Акредитовані посли

### Лондон
- Азербайджан
- Албанія
- Алжир
- Ангола
- Афганістан
- Бангладеш
- Бахрейн
- Білорусь
- Болівія
- Боснія і Герцеговина
- Ботсвана
- Бруней
- Венесуела
- В'єтнам
- Вірменія
- Габон
- Гамбія
- Гана
- Гватемала
- Гвінея
- Гондурас
- Домініканська Республіка
- Еритрея
- Замбія
- Зімбабве
- Індія
- Ірак
- Ісландія
- Йорданія
- Казахстан
- Камбоджа
- Катар
- Колумбія
- Косово
- Коста-Рика
- Кот-д'Івуар
- Кувейт
- Лаос
- Ліберія
- Ліван
- Лівія
- Люксембург
- Маврикій
- Мозамбік
- Молдова
- Монголія
- М'янма
- Намібія
- Непал
- Нова Зеландія
- Норвегія
- Оман
- Панама
- Парагвай
- Північна Македонія
- Руанда
- Сальвадор
- Сенегал
- Сент-Вінсент і Гренадини
- Сербія
- Сирія
- Сінгапур
- Словенія
- Судан
- Сьєрра-Леоне
- Таїланд
- Танзанія
- Туніс
- Уганда
- Узбекистан
- Уругвай
- Фіджі
- Філіппіни
- Чорногорія
- Шрі-Ланка
- Ямайка

### Інші міста
- Андорра — Андорра-ла-Велья
- Буркіна-Фасо — Брюссель
- Нікарагуа — Гельсінкі
- Сан-Марино — Сан-Марино
- Швеція — Стокгольм

## Галерея

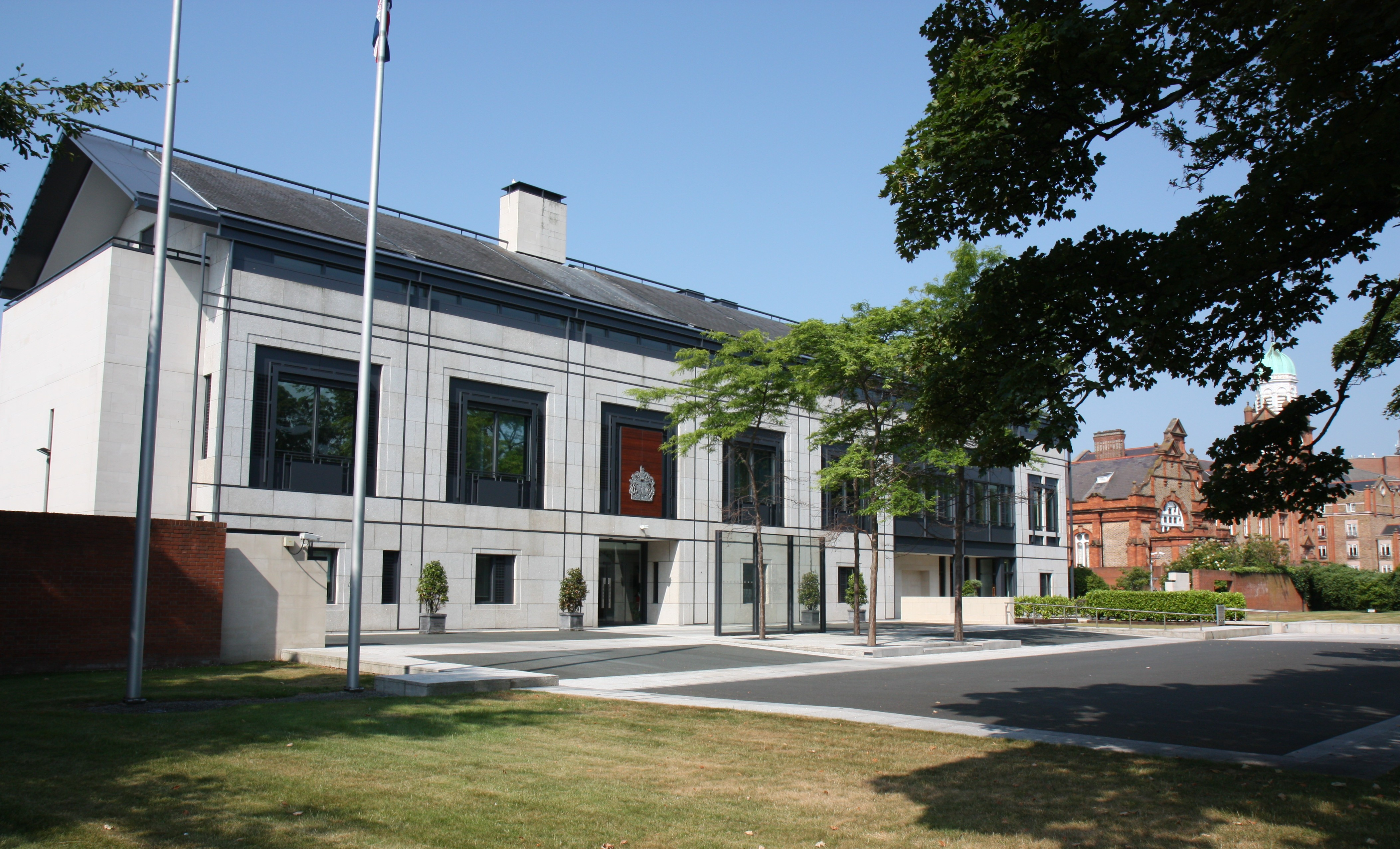
Посольство Великої Британії
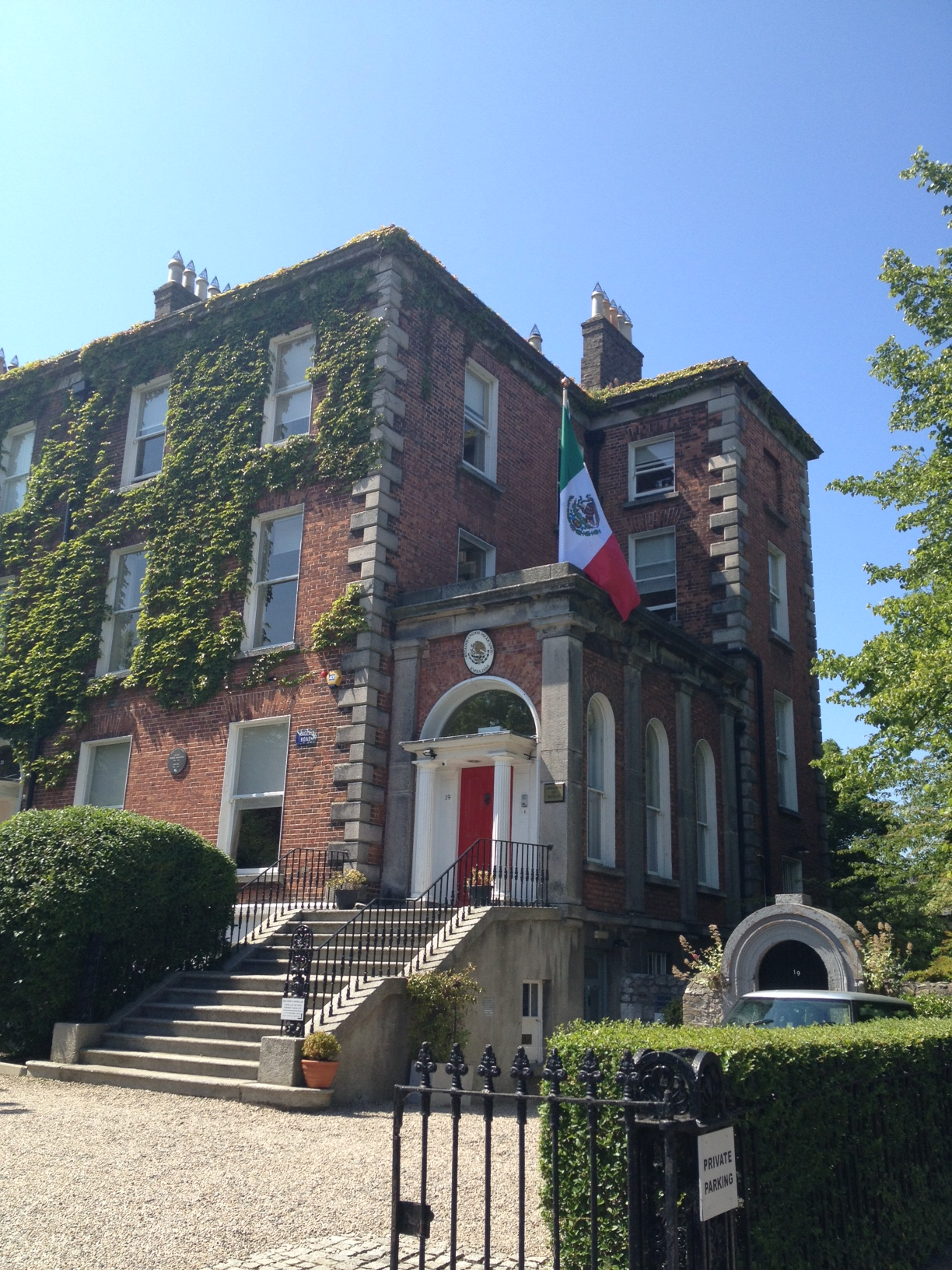
Посольство Мексики
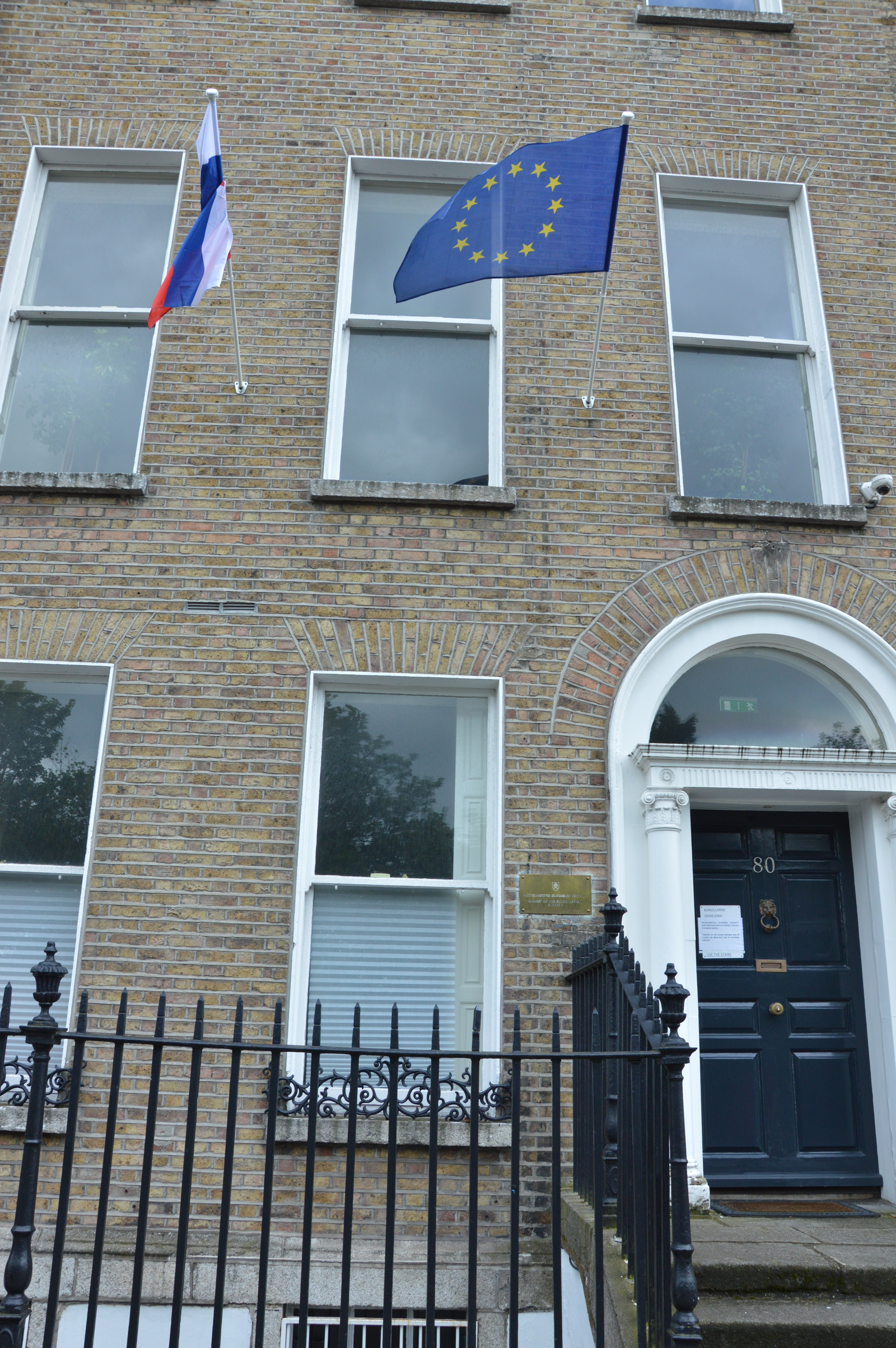
Посольство Словаччини
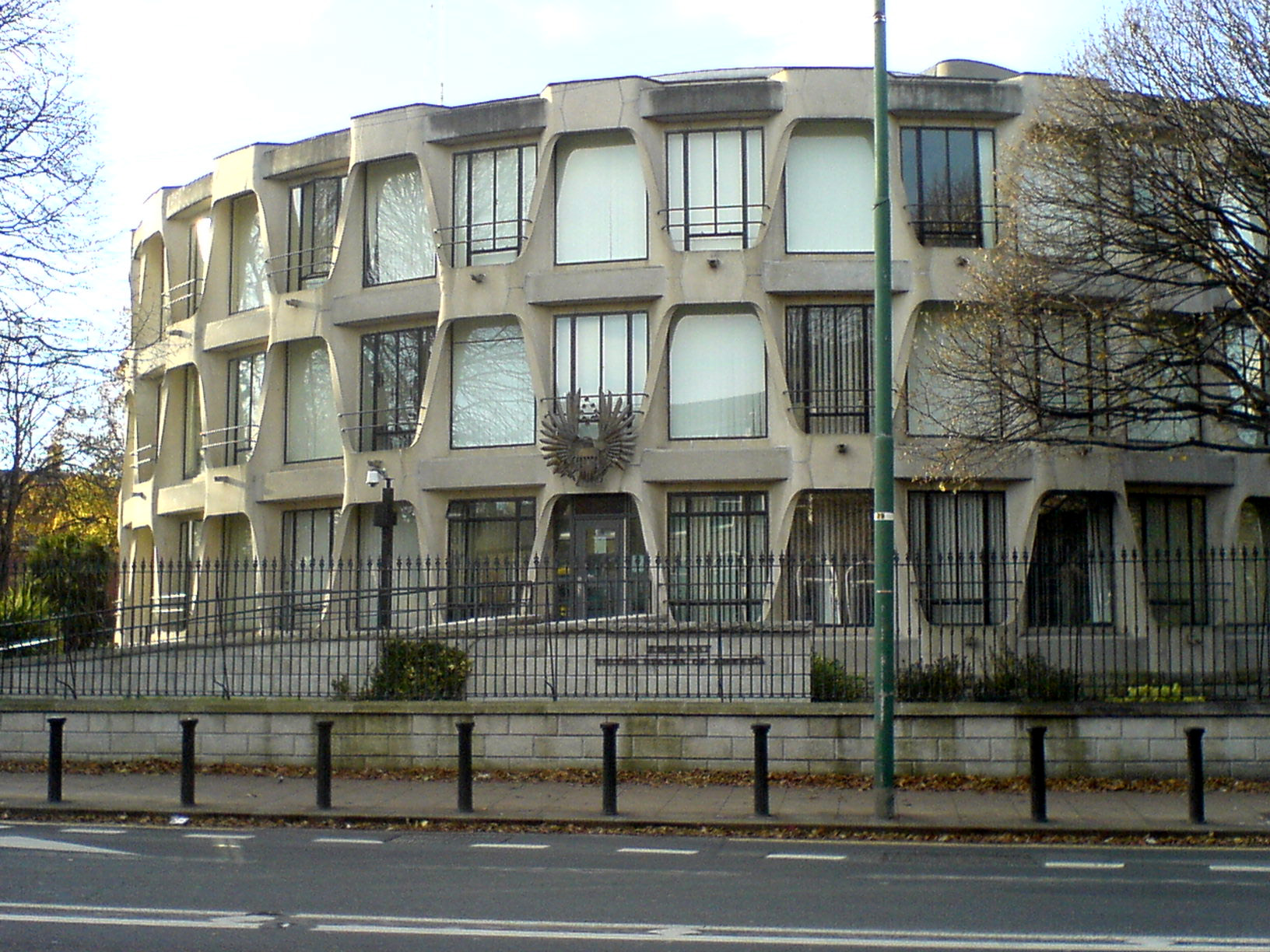
Посольство США